# Amaro (liqueur)

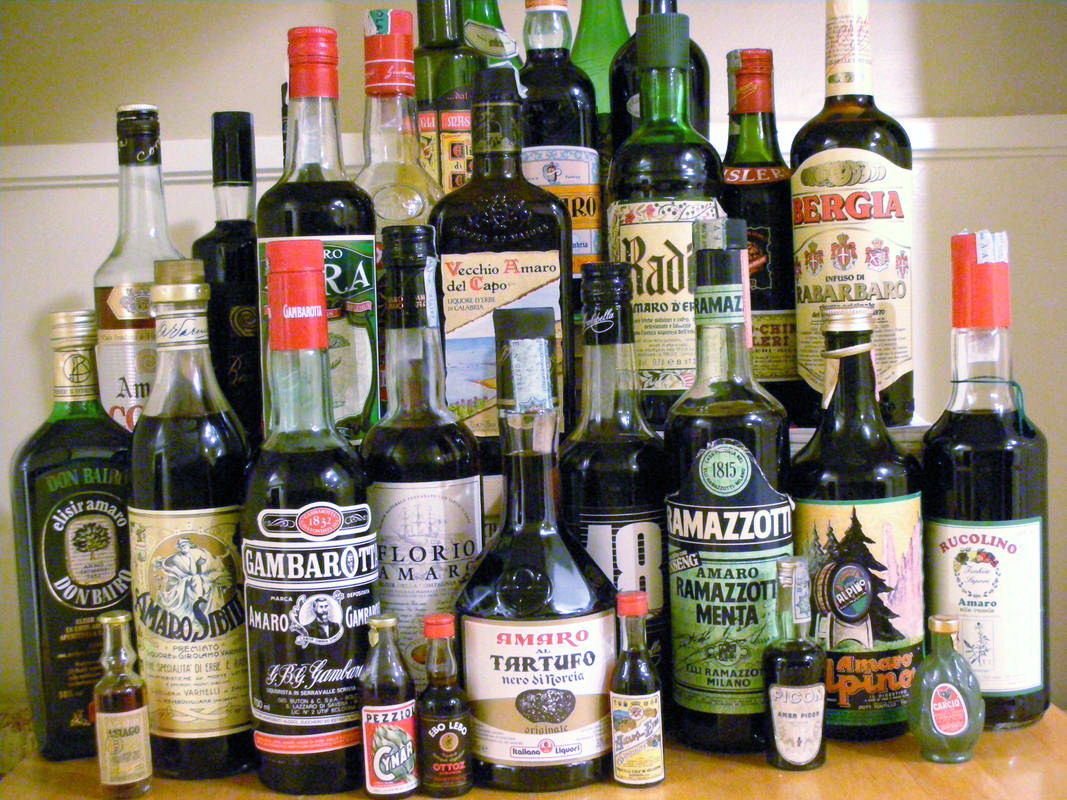
Collection de différents Amari.

Pour les articles homonymes, voir Amaro.
Amaro (pluriel : amari), traduisible par le terme général « amer », est un terme italien qui désigne les amers d'origine italienne.

## Histoire
Aux États-Unis, vendus essentiellement en pharmacie à des fins médicinales, de nombreux amari survécurent à la période prohibitionniste  (1920-1933) durant laquelle le commerce de boisson alcoolisée était prohibé.

## Caractéristiques
Il se consomme habituellement comme digestif, mais nombre d'amers italiens se consomment fréquemment en cocktail. S'il est consommé en apéritif, on l'appelle plutôt « bitter ». Sa saveur est généralement amère (comme son nom l'indique) et sucrée, quelquefois de consistance sirupeuse, avec une teneur en alcool qui varie en général entre 15 % et 40 %. Les amari sont obtenus par macération d'herbes, racines, fleurs, écorces, zestes d'agrumes et autres épices dans de l'alcool, additionnés de sirop de sucre et parfois affinés en fûts, mais peuvent être en partie aromatisés avec des huiles essentielles ou d'autres arômes.
Des dizaines de marques sont disponibles dans le commerce ; les plus courantes sont Averna, Lucano, Ramazzotti et Montenegro. Les amari contiennent en général des arômes naturels et un colorant caramel. Un amaro typique contient de nombreuses essences aromatiques qui sont rarement toutes mentionnées sur l'étiquette. De nombreuses marques privées ont commencé leur production au 19e siècle et utilisent encore souvent des recettes issues de monastères ou de pharmacies. Farmacia di Santa Maria Novella produit des amari selon des recettes datant du XVIIe siècle. Certains apéritifs et digestifs européens sont sortis de l'oubli ou sont devenus célèbres grâce à des campagnes de marketing. Par exemple, le Fernet Branca, un amaro d'Italie, est devenu populaire auprès des barmen américains en tant que digestif en fin de soirée. Ou encore : Jägermeister - une liqueur aux herbes Allemande, et dégustée à température ambiante - est devenue, grâce à une publicité ciblée, une boisson étudiante américaine désormais servie glacée.
Les principales plantes utilisées sont la gentiane, l'angélique, et le quinquina, ainsi que la mélisse, la verveine citronnelle, le genévrier, les anis, le fenouil, le curcuma, le gingembre, la menthe, le thym, la sauge, le laurier, les pelures d'agrumes, la réglisse, la cannelle, la cardamome, le safran, la rue, l'armoise, le sureau, diverses centaurées, etc.
La composition des différents amari provient souvent d'ouvrages médicaux issus de monastères ou se réclame d'une recette traditionnelle. Il se consomme généralement nature, avec un zeste d'agrume, avec des glaçons ou avec de l'eau gazeuse, mais peut aussi servir à corriger le café. L'amaro ne doit pas être confondu avec l'amaretto, une autre liqueur italienne aromatisée avec des amandes ou des noyaux de drupes comme les abricots, ni avec l'Amarone qui est un vin rouge sec de Vénétie.

## Variétés
- Bitter ; souvent de couleur orangée ou rouge, sa teneur en alcool varie entre environ 15 % et 25 %. Il est consommé en apéritif plutôt qu'en digestif. Cette variété inclut les marques Campari, Aperol, Luxardo Bitter.
- Medium ; sa teneur en alcool est d'environ 30 %, goût équilibré d'agrumes. Cette variété rassemble les marques Amaro Ramazzotti, Amaro Averna, Amaro Lucano, Luxardo Amaro Abano, Amaro Bio.
- Fernet ; son amertume est plus accentuée que les autres amari ; il a souvent une plus forte teneur en alcool (entre 39 % et 45 %) et une moins grande teneur en sucre (plus sec). Cette variété groupe les marques Fernet-Branca, Fernet Stock, Luxardo Fernet, Amaro Santa Maria al Monte[4].
- Light ; sa couleur est plus claire que les autres, généralement avec une saveur plus nuancée d'agrumes. Cette variété regroupe les marques Amaro Nonino, Amaro Florio, Amaro Montenegro, Amaro del Capo, Harrys.
- Alpine ; à base d'herbes « alpines », a parfois un goût fumé. Sa teneur en alcool est d'environ 20 %. Cette variété réunit les marques Amaro Braulio, Amaro Alpino, Amaro Zara.
- Vermouth ; à base de vin, généralement avec une teneur en alcool de 18 %, peu d'amertume. Cette variété rassemble les marques Amaro Don Bairo, Amaro Diesus del Frate.
- Carciofo ; à base d'artichaut. Ces amari sont généralement pris à l'apéritif, plutôt qu'en digestif. Cette variété inclut les marques Cynar et Carciofo.
- Tartufo ; à base de truffe noire. Ce type d'amaro est produit dans la région de l'Ombrie ainsi qu'à Saint-Marin.
- China ; à base d'écorce de quinquina. La plus ancienne et la plus populaire marque est China Martini, basée à Turin. Il peut être dégusté chaud.
- Rabarbaro ; à base de rhubarbe. La plus ancienne et la plus populaire marque est Zucca, basée à Milan. Il peut également être consommé chaud.
- Diverses ; Miele à base de miel, Finochetto à base de fenouil (typique d'Ischia et de la Côte amalfitaine), China Bisleri Ferro à base de métaux, l'amaro al radicchio rosso di Treviso à base de chicorée, originaire de Vénétie, amaro nocino à base de noix verte tels que le Padre Peppe, etc.

## Galerie

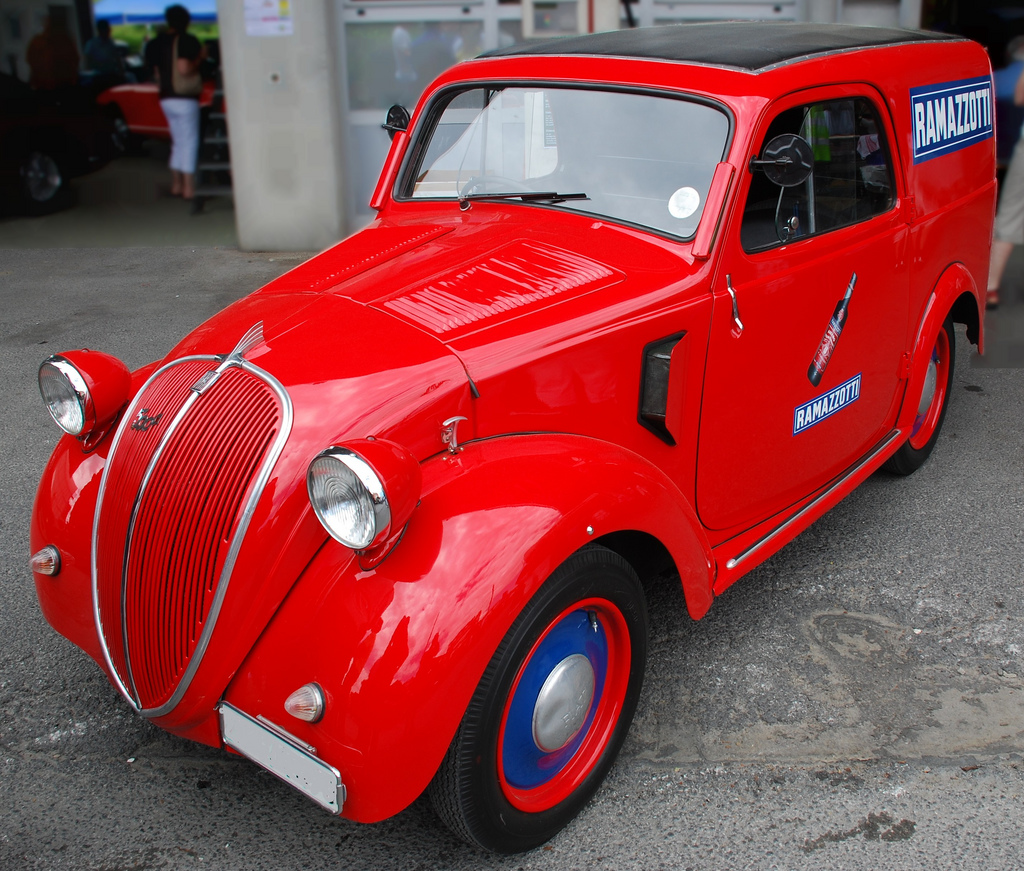
Fiat Topolino (rénovée) de livraison Ramazzotti.
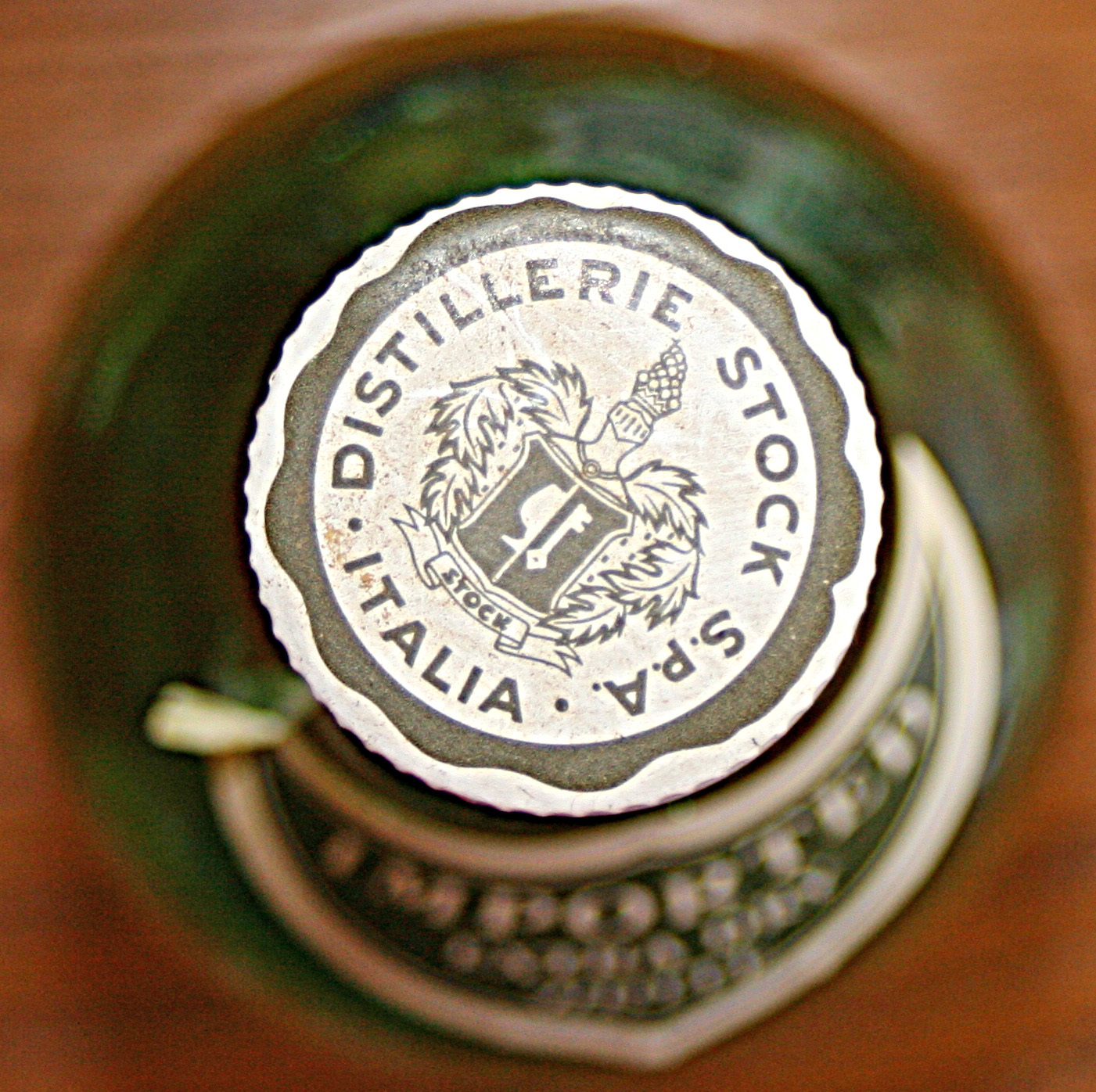
Distillerie Stock
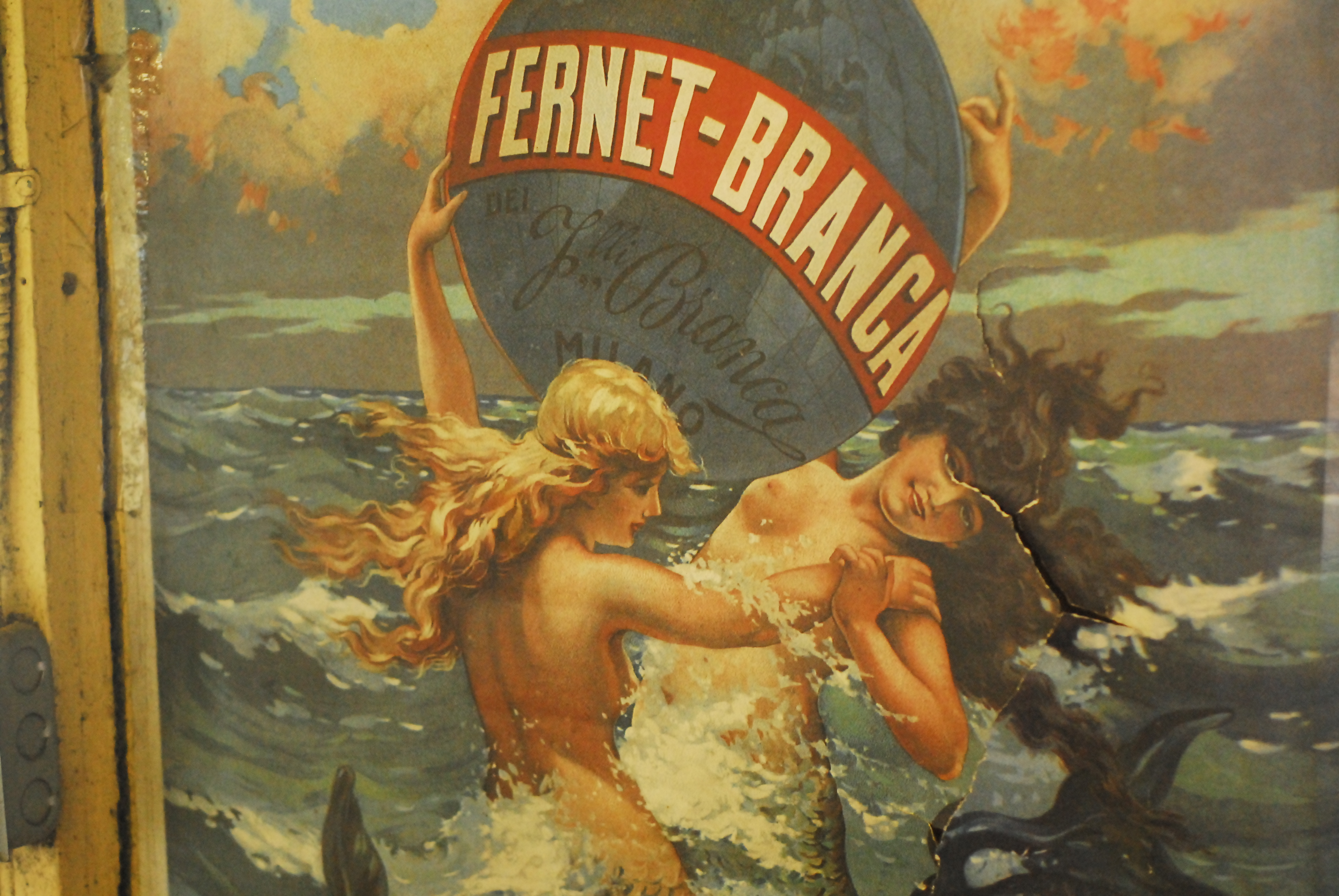
Détails d'une ancienne publicité Fernet-Branca.
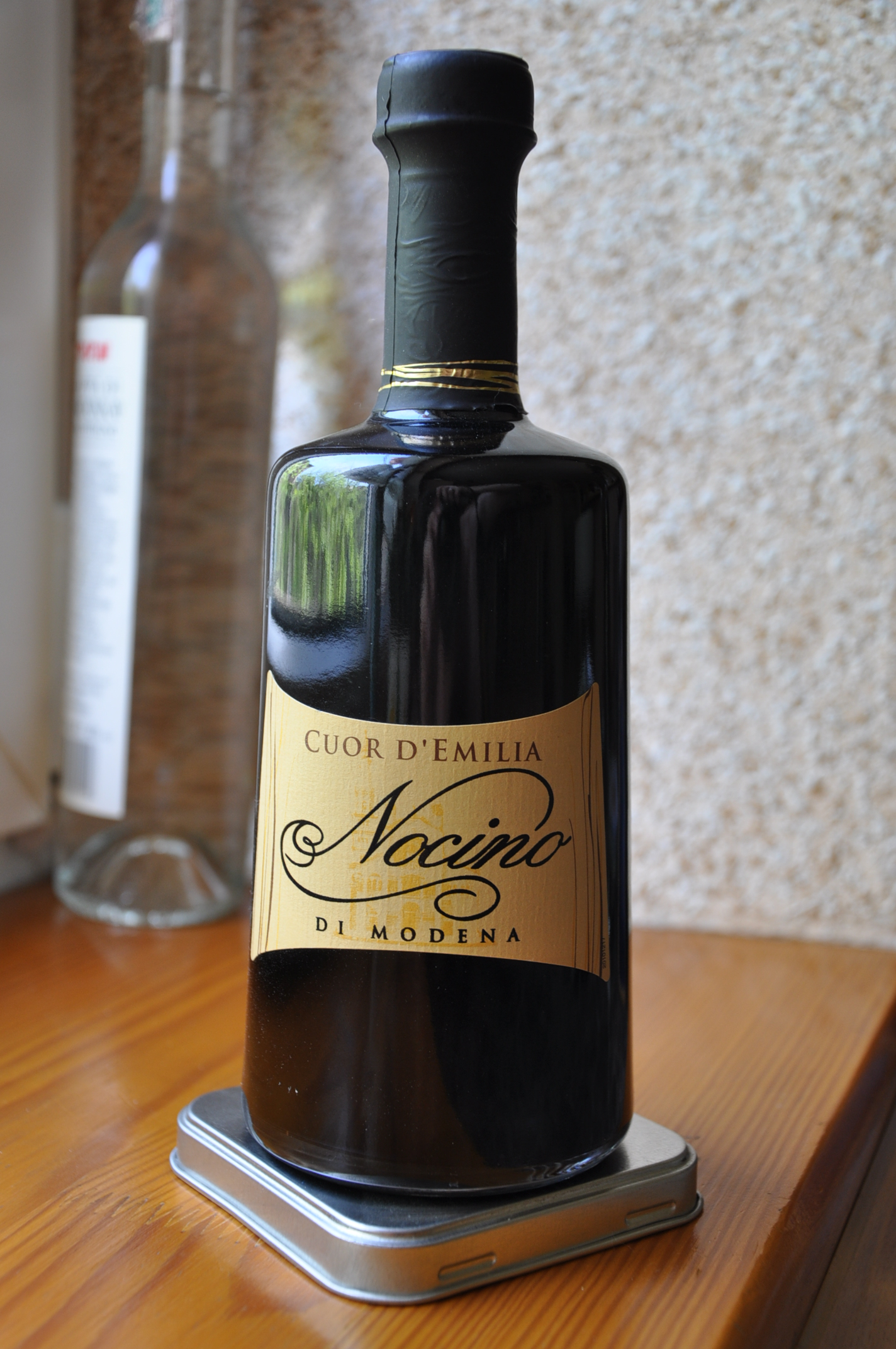
Nocino de Modène.
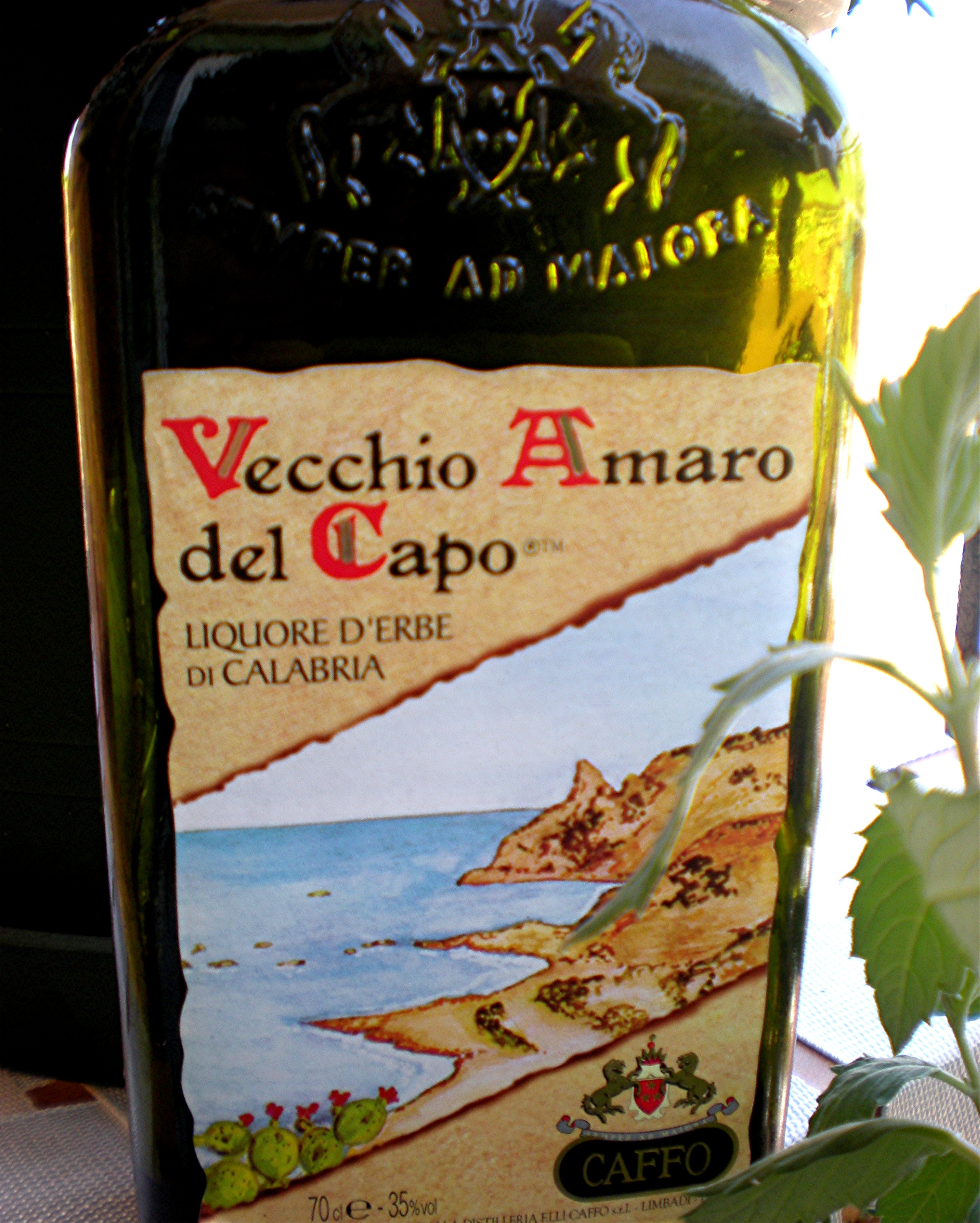
Vecchio Amaro del Capo.
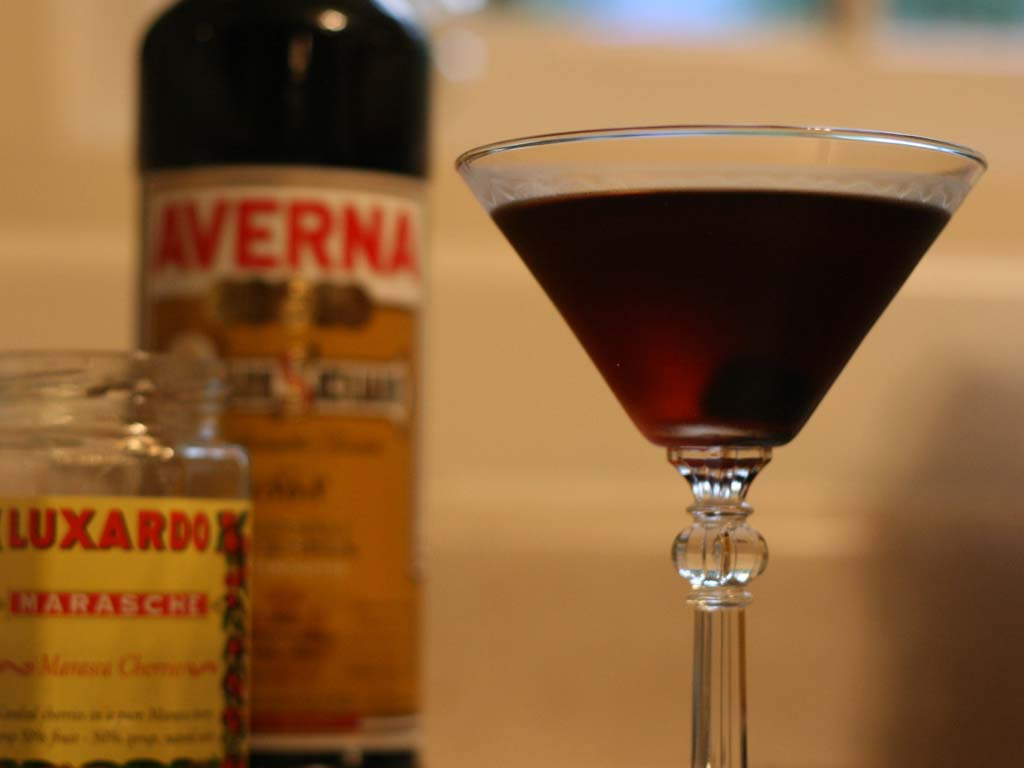
Cocktail à base d'Averna et de griottes Luxardo.
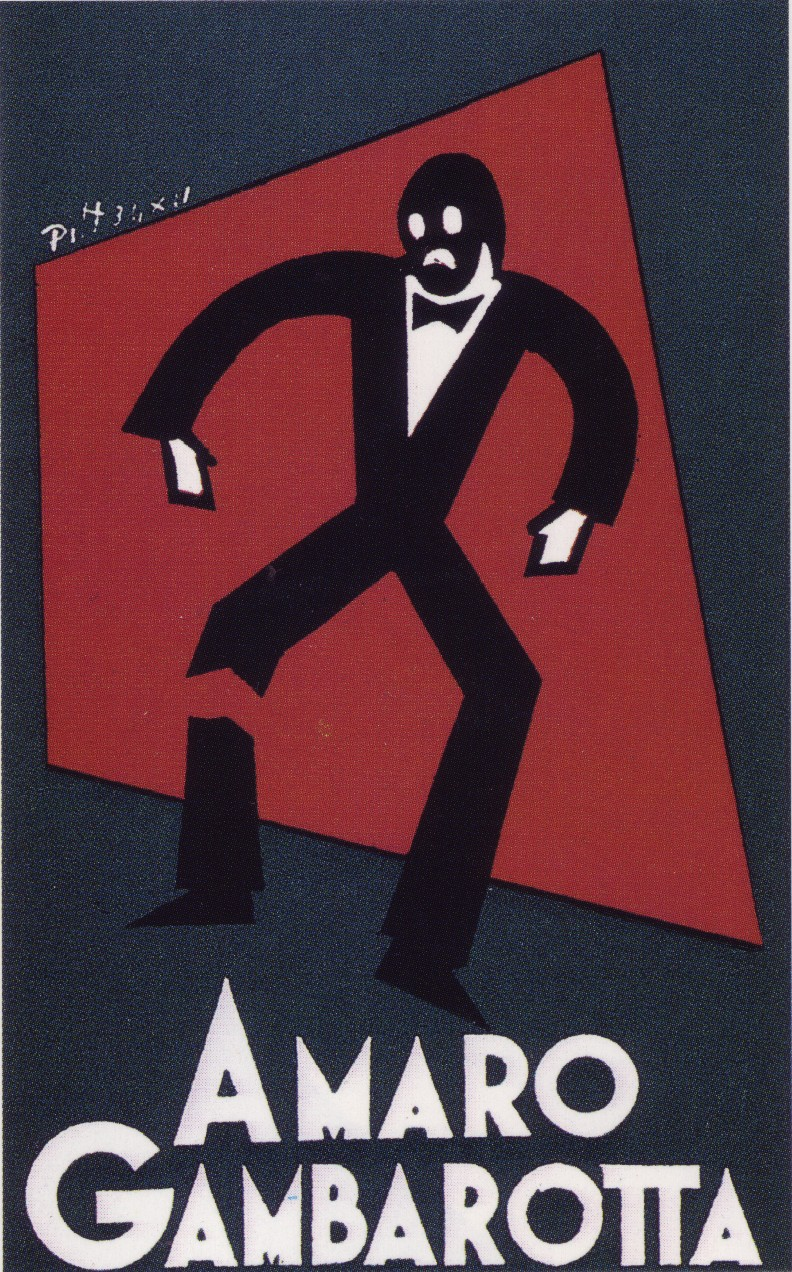
Publicité de 1928.
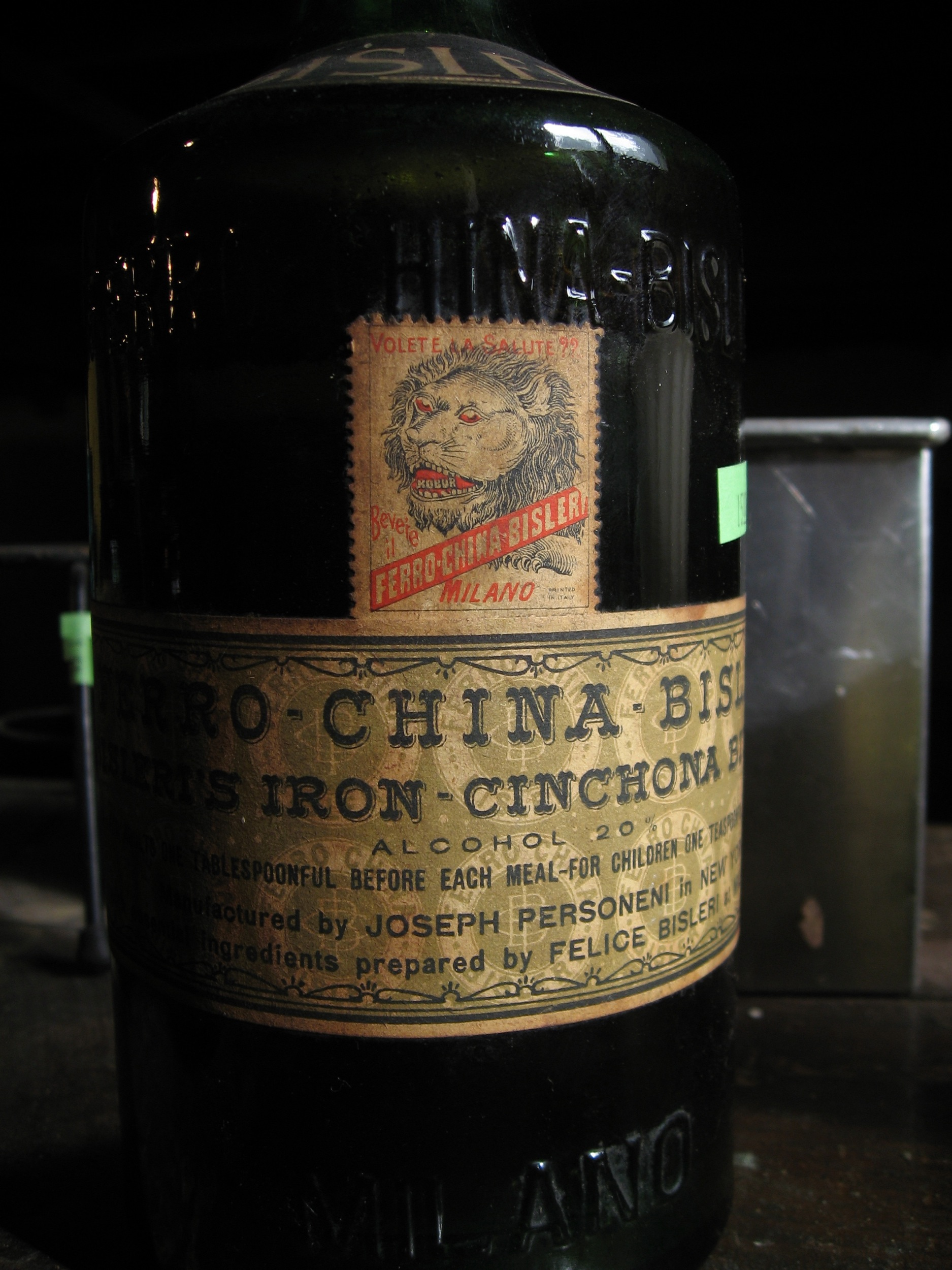
Bouteille vendue comme remède médicinal durant la prohibition.